# Квинлен, Мэйв
Мэйв Энн Квинлен (англ. Maeve Anne Quinlan; 16 ноября 1964, Чикаго, Иллинойс) — американская актриса, бывшая теннисистка. Широкую известность получила, снявшись в одной из главных ролей в сериале «Юг нигде», дважды номинировавшемся на премию «GLAAD Media Awards» в категории «Лучший драматический сериал». Также запомнилась зрителям по роли Констанции Дункан, матери Адрианны в шоу «90210: Новое поколение».

## Карьера
Квинлен начала профессионально заниматься теннисом в возрасте 16 лет, приняв участие в нескольких мировых турнирах и заняв 95 место в мировом рейтинге молодых спортсменов, благодаря чему девушка получила стипендию в Университете Южной Калифорнии и Северо-западном университете, где изучала актёрское мастерство. После травмы девушка бросила спорт и посвятила себя актёрству, снявшись в рекламных роликах для Nike и Gatorade.
До роли в «Юге нигде», актриса играла с 1995 по 2005 года постоянную роль Меган Конли в сериале «Дерзкие и красивые». В марте 2006 года актриса появилась в качестве звёздного гостя в 3 эпизодах сериала. Среди более заметных ролей — Ронда в скандальной драме «Кен Парк» 2002 года, где она занималась оральным сексом с парнем своей дочери. Также в 2001 она снялась в коммерчески неуспешной комедии «Настоящая блондинка», а в 2007 появилась в веб-сериале «Girltrash!».
В 2009 году сыграла главную роль в фильме «Not Easily Broken» с Моррисом Честнатом и Тараджи Хэенсен. Также спродюсировала и исполнила главную роль в веб-сериале «3Way» о соседях по комнате, втянутых в лесбийские отношения — персонажей сыграли Джилл Беннет, Мэйли Флэниган и Кэти Шим.

## Личная жизнь
Мэйв родилась в США в семье ирландских иммигрантов — у актрисы двойное гражданство, США и Ирландии. Находится в разводе с актёром Томом Сайзмором (в браке c 1 сентября 1996 по 19 ноября 1999).
В данный момент проживает в Лос-Анджелесе.

## Избранная фильмография

### Кино
| Кино | Кино                      | Кино                          | Кино                     | Кино                      |
| Год  | Название                  | В оригинале                   | Роль                     | Примечания                |
| ---- | ------------------------- | ----------------------------- | ------------------------ | ------------------------- |
| 1999 | Флорентин                 | The Florentine                | Клэр                     |                           |
| 1999 | Бей в кость               | Play It To The Bone           | Тиффани                  | роль не указана в титрах  |
| 2001 | Инстинкт убийцы           | Instinct To Kill              | Медсестра                |                           |
| 2001 | Настоящая блондинка       | Totally Blonde                | Лиф Уотсон               |                           |
| 2002 | Кен Парк                  | Ken Park                      | Ронда                    |                           |
| 2003 | Компьютерные игры         | Net Games                     | Детектив Сандра Симмондс |                           |
| 2003 | Сердце Америки            | Heart Of America              | Бэки Щультц              |                           |
| 2004 | Никто не идеален          | Nobody's Perfect              | Сумасшедшая девица       | короткометражный фильм    |
| 2004 | Аферисты                  | Criminal                      | Хизер                    |                           |
| 2004 | Вирус «Дрон»              | The Drone Virus               | Колин О'Брайан           |                           |
| 2004 | Бойфренд на Рождество     | A Boyfriend for Christmas     | Дайан                    | телевизионный фильм       |
| 2005 | МакБрайд: Убийца-Хамелеон | McBride: The Chameleon Murder | Уитни Колльер            | телевизионный фильм       |
| 2005 | Поиграем в теннис?        | Tennis, Anyone...?            | Шивон Келли              |                           |
| 2005 | Славные парни             | Nice Guys                     | Сара                     |                           |
| 2005 | Дети Никель               | The Nickel Children           | Мать                     |                           |
| 2007 | Тревожное чувство         | Primal Doubt                  | Холли                    | телевизионный фильм       |
| 2009 | Легко не сдаваться        | Not Easily Broken             | Джули Сойер              |                           |
| 2010 | Грязная девчонка          | Dirty Girl                    | Джанет                   |                           |
| 2011 | Американские жиголо       | Cougars, Inc.                 | Китти Лоуэлл             |                           |
| 2011 | Очередное «грязное» кинцо | Another Dirty Movie           | Миссис Прусси            | на стадии пост-продакшена |
| 2011 | Инициация развода         | Divorce Invitation            | Пэм                      | на стадии пост-продакшена |

### Телевидение
| Кино      | Кино                      | Кино                     | Кино              | Кино                               |
| Год       | Название                  | В оригинале              | Роль              | Примечания                         |
| --------- | ------------------------- | ------------------------ | ----------------- | ---------------------------------- |
| 1993      | Главный госпиталь         | General Hospital         | Бэтси Кенсингтон  |                                    |
| 1999      | Жара в Лос-Анджелесе      | L.A. Heat                | Тереза            | эпизод «Old Scores»                |
| 2001      | Военно-юридическая служба | JAG                      | Сьюзан Эванс      | эпизод «New Gun In Town»           |
| 1995-2006 | Дерзкие и красивые        | The Bold & The Beautiful | Меган Конли       | 322 эпизода                        |
| 2006      | Южный порт                | South Beach              | Дженнифер         | эпизод «I’ll Do What I Want to Do» |
| 2006      | Крадущийся в ночи         | Night Stalker            | Шерил Паркс       | эпизод «Ascendant»                 |
| 2007      | Грязь                     | Dirt                     | Китти Райдер      | эпизод «The Sexxx Issue»           |
| 2005-2008 | Юг неизвестности          | South Of Nowhere         | Пола Карлин       | 41 эпизод                          |
| 2008-2009 | 90210: Новое поколение    | 90210                    | Констанция Дункан | 8 эпизодов                         |
| 2008      | Жизнь как приговор        | Life                     | Мать Бетани       | эпизод «Crushed»                   |

### Веб-шоу
| Веб-шоу | Веб-шоу  | Веб-шоу     | Веб-шоу        | Веб-шоу     |
| Год     | Название | В оригинале | Роль           | Примечания  |
| ------- | -------- | ----------- | -------------- | ----------- |
| 2007    |          | Girltrash!  | Судья Краген   |             |
| 2008    |          | 3Way        | Шивон Макгэрри | 13 эпизодов |